# Campeonato de Clubes de la CFU
El Campeonato de Clubes de la CFU fue una competición anual de fútbol internacional organizada por la CFU (Unión Caribeña de Fútbol) CFU, por su acrónimo en inglés. La competición se realizó entre los mejores clubes de la región. Los ganadores de cada liga nacional de los países miembros de la CFU calificaban automáticamente al torneo. La clasificación de equipos variaba, la mínima ha sido de 8 y la máxima de 20 en la edición 2003.
Anteriormente, el ganador avanzaba a la Copa de Campeones de la Concacaf. No obstante, luego de la expansión a la Concacaf Liga Campeones, eran los tres primeros del Campeonato de Clubes de la CFU los que representaban al Caribe en el máximo torneo de clubes de la región. Luego, en el 2017 con la creación del nuevo torneo, la Liga Concacaf, el subcampeón, tercer y cuarto lugar clasificaban a este torneo, que se desarrollaba en el primer semestre de cada temporada y el campeón clasificaba a la Liga de Campeones de la Concacaf. 
Con la ampliación de la Liga de Campeones de Concacaf a partir de la edición 2024, la edición 2022 de este torneo fue el último en celebrarse. En cambio, se lanzará un torneo de copa regional, la Copa Caribeña de Clubes Concacaf, como un torneo clasificatorio de la Liga de Campeones de Concacaf para equipos de la región de las Antillas, además de aquellos que clasifican directamente a través de sus ligas profesionales.

## Historial
| Año  | Campeón                            | Resultado | Subcampeón                         | Semifinalistas      | Semifinalistas      |
| ---- | ---------------------------------- | --------- | ---------------------------------- | ------------------- | ------------------- |
| 1997 | United Petrotrin Trinidad y Tobago | 2 - 1     | Seba United Jamaica                | No hubo semifinales | No hubo semifinales |
| 1998 | Joe Public Trinidad y Tobago       | 1 - 0     | Caledonia United Trinidad y Tobago | Waterhouse Jamaica  | Aiglon Martinica    |

| Año  | Campeón                      | Resultado | Subcampeón                     | Tercer puesto        | Resultado | Cuarto puesto |
| ---- | ---------------------------- | --------- | ------------------------------ | -------------------- | --------- | ------------- |
| 2000 | Joe Public Trinidad y Tobago | Puntos    | W Connection Trinidad y Tobago | Harbour View Jamaica | Puntos    | Carioca Haití |

| Año  | (Ganador Grupo A)              | (Ganador Grupo B)               | Segundo Grupo A   | Segundo Grupo B      |
| ---- | ------------------------------ | ------------------------------- | ----------------- | -------------------- |
| 2001 | W Connection Trinidad y Tobago | Defence Force Trinidad y Tobago | Racing Club Haití | SNL Surinam          |
| 2002 | Arnett Gardens Jamaica         | W Connection Trinidad y Tobago  | Violette Haití    | Harbour View Jamaica |

| Año  | Campeón                             | Resultado              | Subcampeón                          | Semifinalistas                      | Semifinalistas                      |
| ---- | ----------------------------------- | ---------------------- | ----------------------------------- | ----------------------------------- | ----------------------------------- |
| 2003 | San Juan Jabloteh Trinidad y Tobago | 1 - 2 2 - 1 (4-2 pen.) | W Connection Trinidad y Tobago      | Arnett Gardens Jamaica              | Portmore United Jamaica             |
| 2004 | Harbour View Jamaica                | 1 - 1 2 - 1            | Tivoli Gardens Jamaica              | Inter Moengotapoe Surinam           | San Juan Jabloteh Trinidad y Tobago |
| 2005 | Portmore United Jamaica             | 2 - 1 4 - 0            | Robinhood Surinam                   | Centro Barber Antillas Neerlandesas | Northern United Santa Lucía         |
| 2006 | W Connection Trinidad y Tobago      | 1 - 0                  | San Juan Jabloteh Trinidad y Tobago | Harbour View Jamaica                | Baltimore Haití                     |

| Año  | Campeón                            | Resultado        | Subcampeón                     | Tercer puesto                       | Resultado        | Cuarto puesto                       |
| ---- | ---------------------------------- | ---------------- | ------------------------------ | ----------------------------------- | ---------------- | ----------------------------------- |
| 2007 | Harbour View Jamaica               | 2 - 1            | Joe Public Trinidad y Tobago   | Islanders Puerto Rico               | 1 - 0 0 - 0      | San Juan Jabloteh Trinidad y Tobago |
| 2009 | W Connection Trinidad y Tobago     | 2 - 1            | Islanders Puerto Rico          | San Juan Jabloteh Trinidad y Tobago | 2 - 1            | Tempête Haití                       |
| 2010 | Islanders Puerto Rico              | Puntos           | Joe Public Trinidad y Tobago   | San Juan Jabloteh Trinidad y Tobago | Puntos           | Bayamón Puerto Rico                 |
| 2011 | Islanders Puerto Rico              | 3 - 1 (pró.)     | Tempête Haití                  | Alpha United Guyana                 | 1 - 1 (4-3 pen.) | Defence Force Trinidad y Tobago     |
| 2012 | Caledonia United Trinidad y Tobago | 1 - 1 (4-3 pen.) | W Connection Trinidad y Tobago | Islanders Puerto Rico               | 2 - 0            | Antigua Barracuda Antigua y Barbuda |

| Año  | Ganador Grupo A                | Ganador Grupo B | Tercer puesto                   | Resultado   | Cuarto puesto           |
| ---- | ------------------------------ | --------------- | ------------------------------- | ----------- | ----------------------- |
| 2013 | W Connection Trinidad y Tobago | Valencia Haití  | Caledonia AIA Trinidad y Tobago | 1 - 0 2 - 2 | Portmore United Jamaica |

| Año  | Ganador Grupo A     | Ganador Grupo B    | Ganador Grupo C     |
| ---- | ------------------- | ------------------ | ------------------- |
| 2014 | Bayamón Puerto Rico | Waterhouse Jamaica | Alpha United Guyana |

| Año  | Campeón                                 | Resultado        | Subcampeón                          | Tercer puesto              | Resultado        | Cuarto puesto             |
| ---- | --------------------------------------- | ---------------- | ----------------------------------- | -------------------------- | ---------------- | ------------------------- |
| 2015 | Central Trinidad y Tobago               | 2 - 1            | W Connection Trinidad y Tobago      | Montego Bay United Jamaica | 1 - 0            | Don Bosco Haití           |
| 2016 | Central Trinidad y Tobago               | 3 - 0            | W Connection Trinidad y Tobago      | Don Bosco Haití            | 2 - 0            | Arnett Gardens Jamaica    |
| 2017 | Cibao · República Dominicana            | 1 - 0            | San Juan Jabloteh Trinidad y Tobago | Portmore United Jamaica    | 2 - 2 (5-3 pen.) | Central Trinidad y Tobago |
| 2018 | Atlético Pantoja · República Dominicana | 0 - 0 (6-5 pen.) | Arnett Gardens Jamaica              | Portmore United Jamaica    | 2 - 1            | Central Trinidad y Tobago |
| 2019 | Portmore United Jamaica                 | Puntos           | Waterhouse Jamaica                  | Capoise Haití              | Puntos           | Real Hope Haití           |

| Año  | Clasificado Champions League            | Clasificado Concacaf League | Clasificado Concacaf League | Clasificado Concacaf League  |
| ---- | --------------------------------------- | --------------------------- | --------------------------- | ---------------------------- |
| 2020 | Atlético Pantoja · República Dominicana | Waterhouse Jamaica          | Arcahaie Haití              | Cibao · República Dominicana |

| Año  | Campeón        | Resultado        | Subcampeón                   | Tercer puesto                             | Resultado        | Cuarto puesto         |
| ---- | -------------- | ---------------- | ---------------------------- | ----------------------------------------- | ---------------- | --------------------- |
| 2021 | Cavaly Haití   | 3 - 0            | Inter Moengotapoe Surinam    | Metropolitan Puerto Rico                  | Puntos           | Samaritaine Martinica |
| 2022 | Violette Haití | 0 - 0 (4-3 pen.) | Cibao · República Dominicana | Atlético Vega Real · República Dominicana | 1 - 1 (3-1 pen.) | Waterhouse Jamaica    |

## Palmarés

### Títulos por equipo
| Equipo                | País                 | Títulos | Subtítulos | Años campeón | Años subcampeón              |
| --------------------- | -------------------- | ------- | ---------- | ------------ | ---------------------------- |
| W Connection          | Trinidad y Tobago    | 2       | 5          | 2006, 2009   | 2000, 2003, 2012, 2015, 2016 |
| Joe Public            | Trinidad y Tobago    | 2       | 2          | 1998, 2000   | 2007, 2010                   |
| Puerto Rico Islanders | Puerto Rico          | 2       | 1          | 2010, 2011   | 2009                         |
| Harbour View          | Jamaica              | 2       | 0          | 2004, 2007   | ----                         |
| Central               | Trinidad y Tobago    | 2       | 0          | 2015, 2016   | ----                         |
| Portmore United       | Jamaica              | 2       | 0          | 2005, 2019   | ----                         |
| San Juan Jabloteh     | Trinidad y Tobago    | 1       | 2          | 2003         | 2006, 2017                   |
| Caledonia United      | Trinidad y Tobago    | 1       | 1          | 2012         | 1998                         |
| Cibao                 | República Dominicana | 1       | 1          | 2017         | 2022                         |
| United Petrotrin      | Trinidad y Tobago    | 1       | 0          | 1997         | ----                         |
| Violette              | Haití                | 1       | 0          | 2022         | ----                         |
| Atlético Pantoja      | República Dominicana | 1       | 0          | 2018         | ----                         |
| Cavaly                | Haití                | 1       | 0          | 2021         | ----                         |
| Arnett Gardens        | Jamaica              | 0       | 1          | ----         | 2002                         |
| Montego United        | Jamaica              | 0       | 1          | ----         | 1997                         |
| Tivoli Gardens        | Jamaica              | 0       | 1          | ----         | 2004                         |
| Robinhood             | Surinam              | 0       | 1          | ----         | 2005                         |
| Tempête               | Haití                | 0       | 1          | ----         | 2011                         |
| Inter Moengotapoe     | Surinam              | 0       | 1          | ----         | 2021                         |
| Waterhouse            | Jamaica              | 0       | 1          | ----         | 2019                         |

### Títulos por país
| País                 | Títulos | Subtítulos | Campeones |
| -------------------- | ------- | ---------- | --- |
| Trinidad y Tobago    | 9       | 10         | W Connection (2), Central (2), Joe Public (2), San Juan Jabloteh (1), United Petrotrin (1), Caledonia AIA (1) |
| Jamaica              | 4       | 4          | Portmore United (2), Harbour View (2)                                                                         |
| Puerto Rico          | 2       | 1          | Puerto Rico Islanders (2)                                                                                     |
| República Dominicana | 2       | 1          | Cibao (1), Atlético Pantoja (1)                                                                               |
| Haití                | 2       | 1          | Cavaly (1), Violette (1)                                                                                      |
| Surinam              | 0       | 2          | - |

## Participaciones
| País                                 | N.º de participaciones | Años de Participaciones                        |
| ------------------------------------ | ---------------------- | ---------------------------------------------- |
| Trinidad y Tobago                    | 19                     | 1997–98, 2000–04, 2006–07, 2009–18             |
| Haití                                | 17                     | 2000–02, 2006–07, 2009–20                      |
| Jamaica                              | 17                     | 1997–98, 2000, 2002–07, 2013–20                |
| Surinam                              | 15                     | 1997, 2000–01, 2003–05, 2007, 2009–12, 2014–17 |
| Antigua y Barbuda                    | 10                     | 2000, 2004–07, 2009, 2012–13, 2015, 2017       |
| Curazao                              | 10                     | 2000–01, 2003, 2005–07, 2009–10, 2012, 2014    |
| Puerto Rico                          | 9                      | 2006–07, 2009–14, 2017                         |
| Guyana                               | 8                      | 1997, 2001, 2009–12, 2014–15                   |
| Islas Caimán                         | 6                      | 2002, 2011–12, 2014, 2016–17                   |
| Guadalupe                            | 6                      | 1997–98, 2014–17                               |
| Dominica                             | 5                      | 2000, 2003, 2005, 2007, 2009                   |
| Santa Lucía                          | 5                      | 2000–02, 2005, 2011                            |
| Aruba                                | 4                      | 2005–07, 2009                                  |
| Bermudas                             | 4                      | 2010–12, 2016                                  |
| República Dominicana                 | 4                      | 2016–18, 2020                                  |
| San Vicente y las Granadinas         | 4                      | 1997–98, 2010, 2017                            |
| Islas Vírgenes de los Estados Unidos | 4                      | 2005–07, 2015                                  |
| Barbados                             | 3                      | 1997–98, 2000                                  |
| Martinica                            | 3                      | 1997–98, 2002                                  |
| Montserrat                           | 2                      | 2004, 2017                                     |
| Bahamas                              | 1                      | 2015                                           |
| Cuba                                 | 1                      | 2007                                           |
| Saint Martin                         | 1                      | 2004                                           |
| San Cristóbal y Nieves               | 1                      | 2011                                           |
| Sint Maarten                         | 1                      | 2017                                           |